# Ingami
La famiglia Ingami è una storica famiglia romana, radicata in Roma e Marino. Fece inizialmente fortuna nel corso del Settecento con una florida impresa edile, dividendosi in due rami nella seconda metà del secolo. Il ramo del primogenito Giovanni Battista, arricchitosi con importanti appalti, si inserì nell'alta borghesia romana, imparentandosi anche, tramite il matrimonio tra Clementina e Giovanni Gherardo de Rossi, con i Caetani e i Borbone-Parma. Il ramo del secondogenito Carlo, nobilitato a fine Settecento, si trasferì a Marino dove fu una delle famiglie principali nel corso dell'Ottocento: a questo ramo appartennero, tra gli altri, Serafina, moglie dell'archeologo Girolamo Torquati, Giuseppe, vescovo di Orvieto a fine secolo, e l'architetto Raffaele.

## Storia

### Le origini

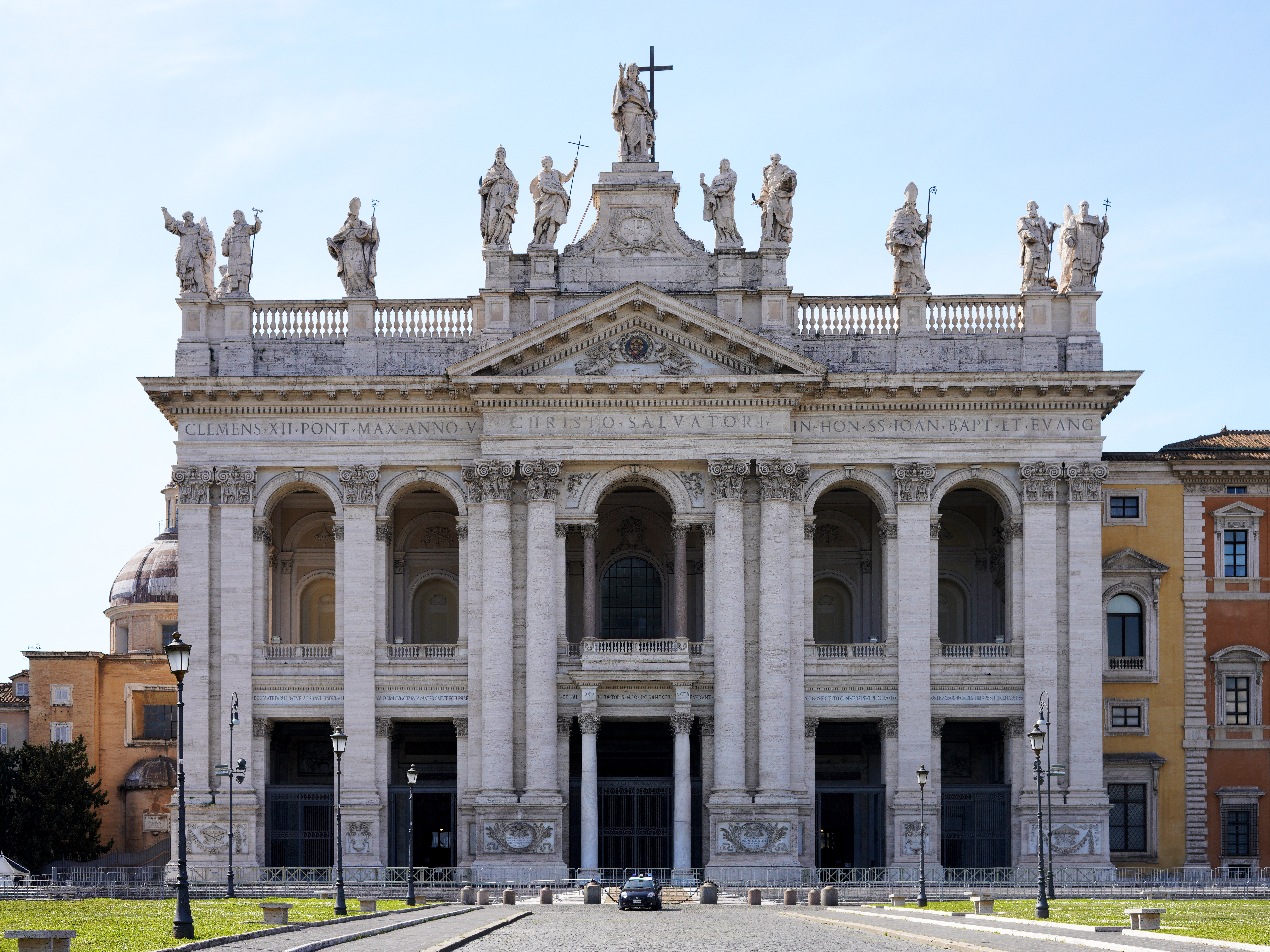
La facciata di San Giovanni in Laterano, costruita dall'impresa di Giacomo Ingami

Le prime notizie sugli Ingami a Roma risalgono al periodo a cavallo tra la fine del Seicento e l'inizio del Settecento, anni in cui risiedono nel rione Monti, nella zona di San Pietro in Vincoli. Il capostipite della famiglia è Giovanni Battista, documentato come capomastro muratore nel 1725. Suo figlio Giacomo (1700 circa-1785), anch'egli ricordato come capomastro, fu a capo della ditta edile incaricata, insieme a quella di Paolo Stambrini, della costruzione della facciata della Basilica di San Giovanni in Laterano, su progetto di Alessandro Galilei, negli anni 1732-1737. Una parte dei pagamenti a Giacomo per quest'impresa consistette in un orto; è forse in questo da identificare quella vigna al Circo Massimo, vicino alla torre della Moletta, documentata di proprietà della famiglia nel 1748 nella pianta di Roma del Nolli e passata poi al figlio Carlo. Dal matrimonio di Giacomo con Anna Evangeli nacquero i fratelli Giovanni Battista e Carlo, appena menzionato, da cui originarono i due rami della famiglia.

### Secoli XVIII-XIX

#### Il ramo di Giovanni Battista

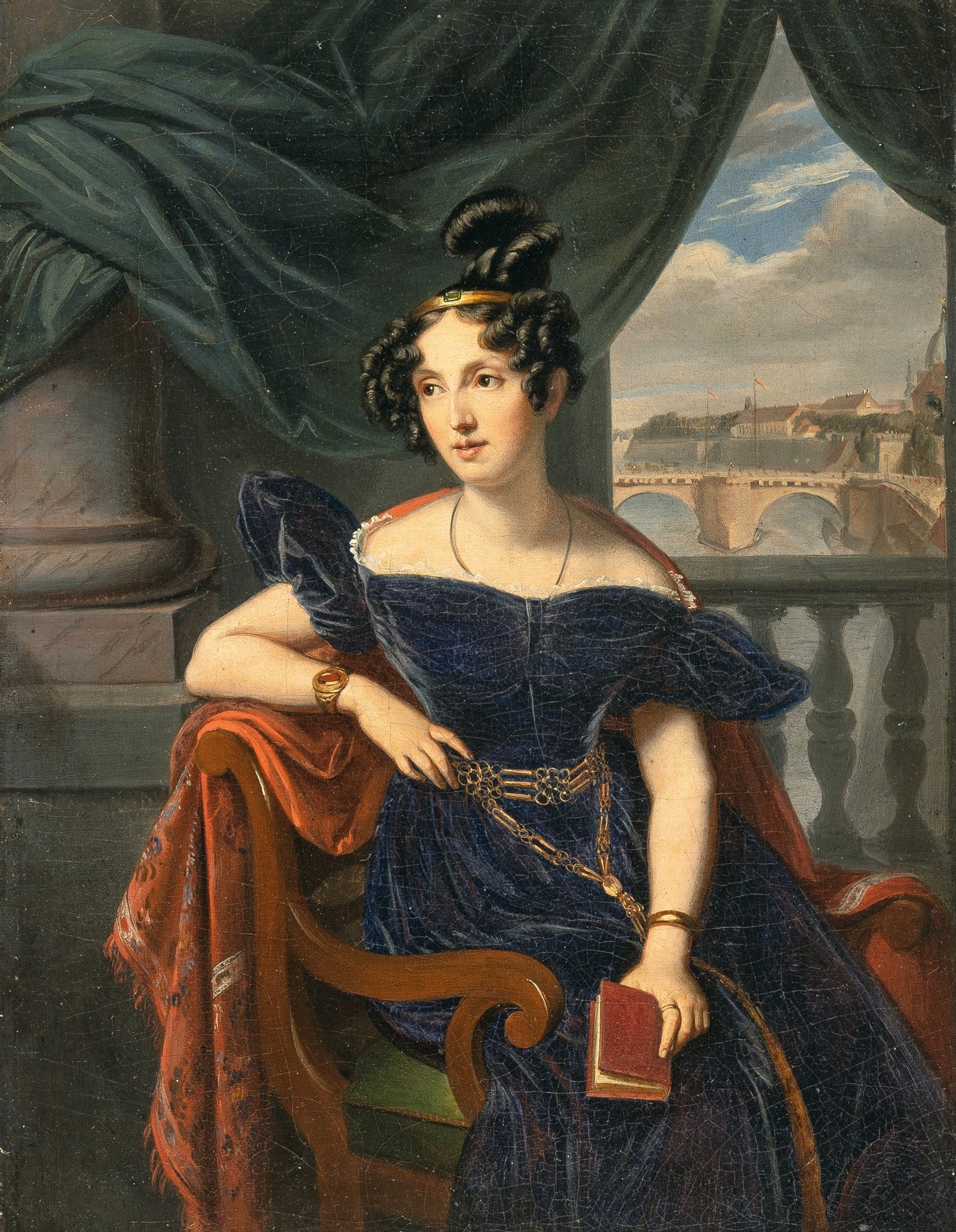
Maria Luisa Carlotta di Borbone-Parma, nuora di Clementina Ingami de Rossi

Al ramo di Giovanni Battista, nato nel 1721 e sposato nel 1743 con Anna Cotti, appartenne Antonio, protagonista di ottimi investimenti finanziari che consolidarono la posizione sociale degli Ingami. Architetto seguendo la tradizione di famiglia, ottenne inizialmente gli appalti della Privativa della neve, con il monopolio dei pozzi della neve di Monte Flavio, dei Prati di Annibale e di Rocca di Papa sui Colli Albani. Nel 1799, durante la dominazione francese, Antonio riuscì ad aggiudicarsi il lucroso appalto della gabella del macinato; a questa data le sue possibilità finanziarie erano tali da poter avanzare l'offerta vincente di 50.000 scudi annui, quasi il doppio degli altri concorrenti. Diversificò le sue attività investendo anche in proprietà terriere: nel 1803 è ricordato come proprietario di una tenuta di 66 rubbi (circa 98 ettari) nella zona di Arco di Travertino; a degli eredi Ingami (forse del ramo di Carlo) apparteneva anche un'altra proprietà di 129 rubbi (191 ettari) nella zona di Morena.
Tra i figli di Giovanni Battista ci furono Francesco, dal cui matrimonio con Bianca Salvi nacque Marianna, andata in sposa al cugino Lorenzo Ingami, e Clementina, tramite la quale gli Ingami si imparentarono con i Caetani e i Borbone-Parma. Costei andò infatti in sposa, nel 1778, al letterato Giovanni Gherardo de Rossi, la cui famiglia di origine erano i Blengini di Mondovì, signori di San Michele, di Torricella e di Ceva. Dei figli di Giovanni Gherardo e Clementina giunsero all'età adulta Teresa, che nel 1800 sposò Don Enrico Caetani, Duca di Sermoneta, e Giovanni Francesco, noto bibliofilo che nel 1838 si unì con nozze morganatiche alla principessa Maria Luisa Carlotta di Borbone Parma.

#### Il ramo di Carlo

##### Carlo Ingami, la nobilitazione e la discendenza

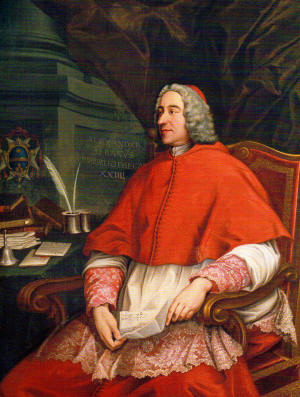
Il cardinale Alessandro Albani, grazie al quale Carlo Ingami ricevette nel 1779 il titolo nobiliare imperiale

Carlo Ingami, figlio secondogenito di Giacomo, studiò al Collegio Nazareno e pubblicò nel 1749, a soli ventuno anni, un'opera filosofica in latino; i suoi interessi letterari lo portarono in tempi successivi ad essere ammesso nell'Accademia dell'Arcadia, con il nome di Pratildo Nettuniano. Nel 1751 sposò Caterina Holl, che morì nel 1768; due anni dopo, nel 1770, sposò in seconde nozze Anna Maruffi, di una delle famiglie principali di Marino. Fu molto legato ad Alessandro Albani, cardinale protettore del Sacro Romano Impero e Ministro Cesareo presso la Santa Sede: per tramite suo ottenne nel 1779, con decreto imperiale del 29 gennaio, il titolo ereditario di Nobile del Sacro Romano Impero.
Dalle nozze con la Maruffi in poi, Carlo e i suoi discendenti vissero tra Roma e Marino. A Roma gli Ingami mantennero la proprietà della vigna al Circo Massimo, trasformata in giardino signorile: da qui proveniva un sarcofago romano usato come fontana venduto al papa da Carlo nel 1780 per la cifra simbolica di 30 scudi, ancora oggi conservato nei Musei Vaticani. Lorenzo (n. 1775), figlio di Carlo e Anna e residente nella parrocchia di San Marco a Roma, sposò nel 1794 Marianna Ingami, figlia di suo cugino Francesco. Fu ufficiale dell'esercito e anche lui visse fra Roma, in cui nel 1796, con il grado di Tenente, era a capo di una compagnia di Via della Lungara, e Marino, di cui nel 1828 era priore del Municipio. Il suo figlio maggiore, Antonio (1797-1871) si stabilì a Roma acquistando come residenza l'ex convento della chiesa dei Santi Quirico e Giulitta, opera di Filippo Raguzzini, dove abitò almeno dal 1834. 

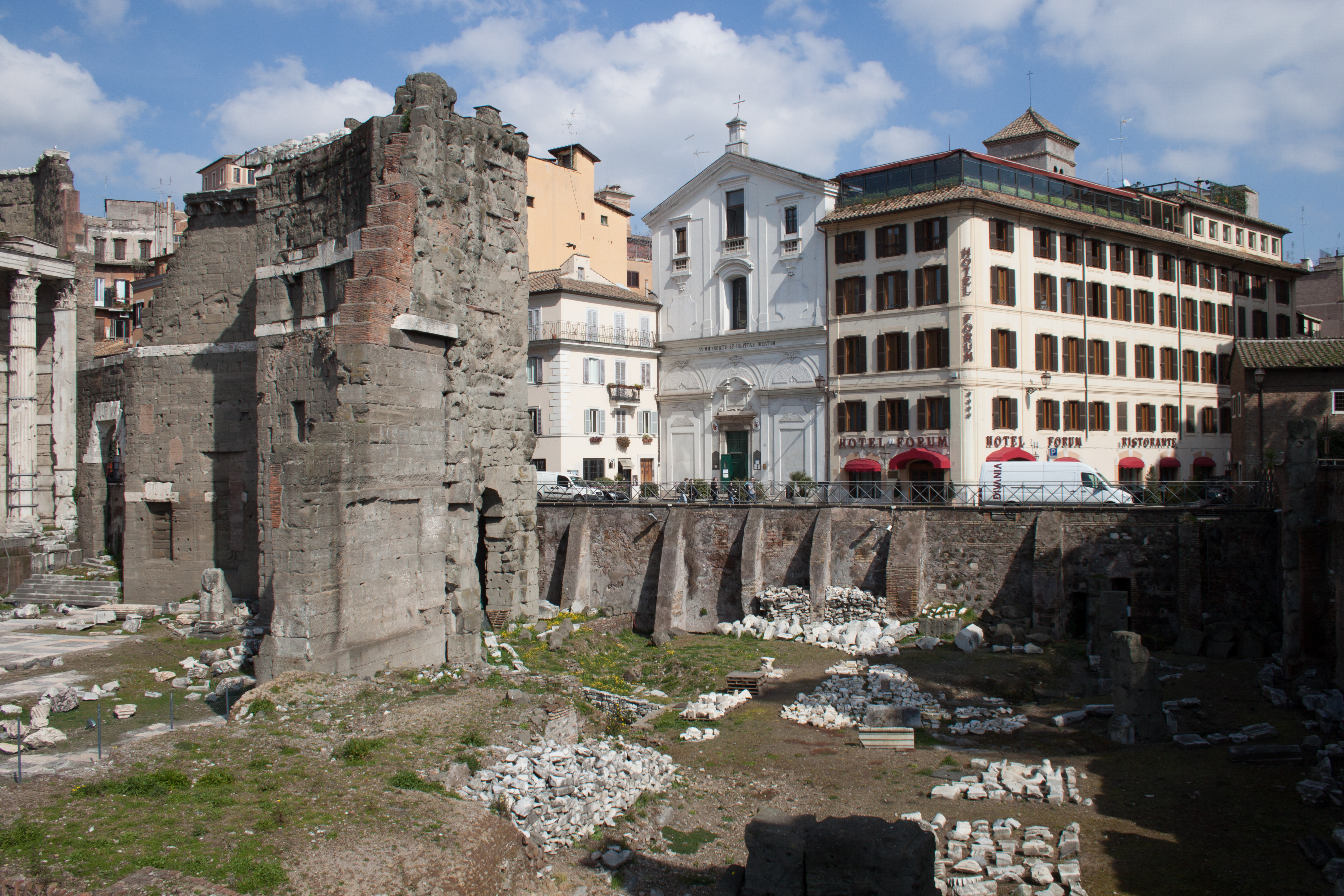
Il palazzo degli Ingami a Tor de' Conti, oggi Hotel Forum, a destra della chiesa dei Santi Quirico e Giulitta

Tra gli altri figli di Lorenzo si ricordano Gaetano e Carlo. Il primo fu proprietario di terreni nella zona di Castel de' Paolis in cui vennero alla luce numerosi resti romani che il suo genero Girolamo Torquati, marito della figlia Serafina, tentò di identificare come le vestigia di Castrimoenium, antico municipium romano. Il secondo fu invece padre di Raffaele (1838-1908), uno dei principali architetti romani di fine Ottocento, virtuoso del Pantheon e Accademico dell'Arcadia col nome di Crisono Poriniano, la cui opera più importante è la chiesa di San Gioacchino in Prati. Ancora nel 1895 la famiglia Ingami risultava tra le "principali per censo" della città di Marino.

##### Il vescovo Giuseppe
Importante esponente del ramo marinese degli Ingami fu monsignor Giuseppe, vescovo di Orvieto dal 1884 al 1889. Nato a Marino nel 1830, laureato in utroque iure e in teologia, fu ordinato sacerdote nel 1852. Istituì a Roma delle scuole serali gratuite in cui insegnò, unendo questo impegno a quello derivante dalle cattedre che detenne di dogmatica e diritto. Fu inizialmente canonico della collegiata di San Barnaba nella sua città; divenne poi Cerimoniere Pontificio e fu nominato da Pio IX Cameriere Segreto in abito paonazzo di Sua Santità. Leone XIII nel concistoro del 27 febbraio 1880 lo nominò vescovo titolare di Sidone e ausiliare del cardinale Gustav Adolf von Hohenlohe-Schillingsfürst per la diocesi di Albano; lo stesso papa, quattro anni più tardi, lo creò vescovo di Orvieto, incarico nel quale l'Ingami rimase fino alla morte, avvenuta tra il 14 e il 15 agosto 1889.

## Stemma
Lo stemma degli Ingami è: troncato, nel primo d'argento, al bulbo fiorito al naturale, nel secondo d'oro, alla gamba di carnagione recisa, con una fascia attraversante d'azzurro, caricata da tre stelle d'oro.

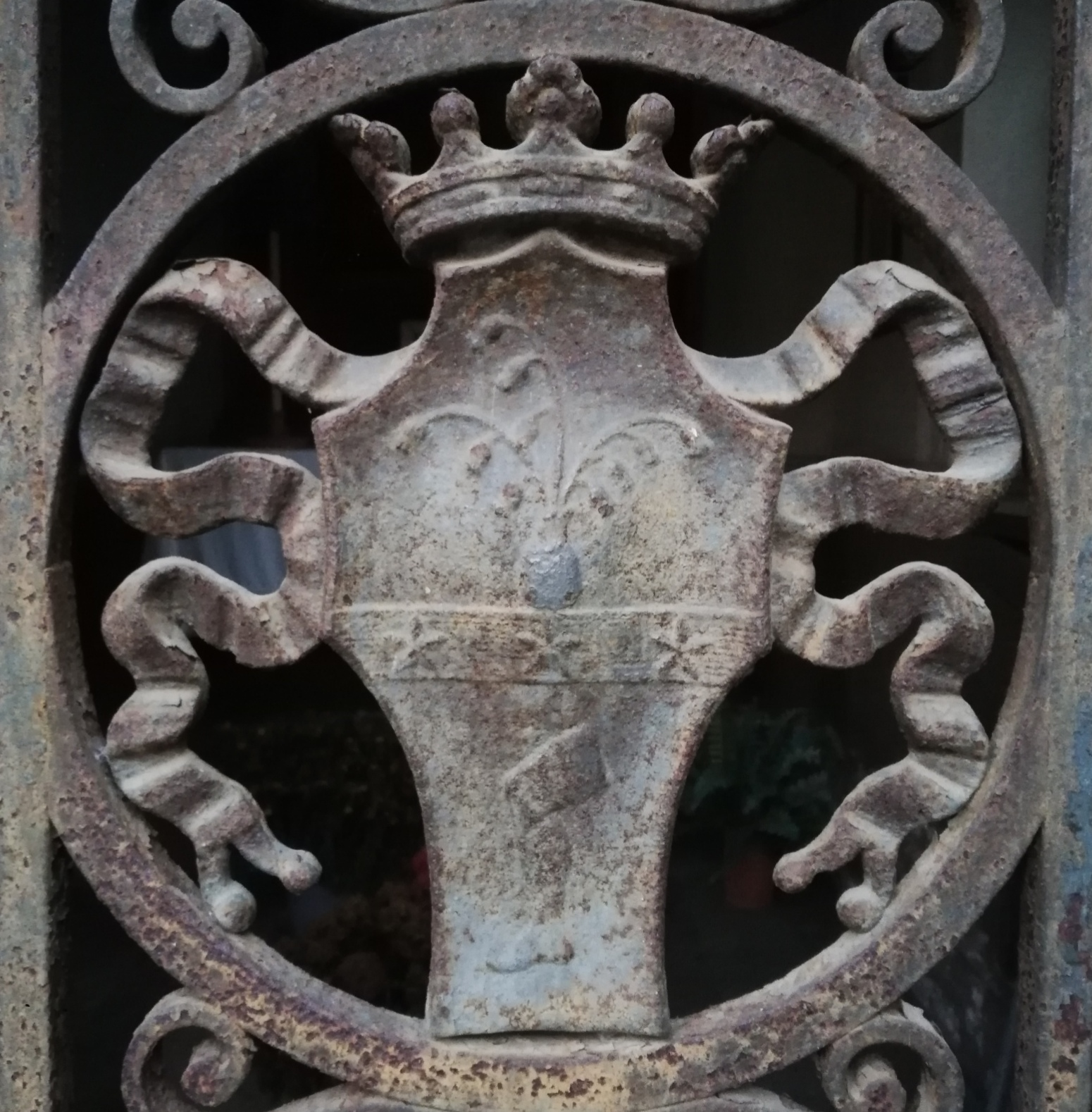
Lo stemma sul cancello della tomba di famiglia del Verano